# La mesa moderna
La mesa moderna: cartas sobre el comedor y la cocina es un libro de cocina publicado en Madrid en 1888 que comprende cartas cambiadas entre dos amigos, el ‘Doctor Thebussem’, seudónimo de Mariano Pardo de Figueroa, y el ‘Cocinero de S. M.’ (sin serlo), seudónimo de José Castro y Serrano. Se concibe como cuaderno de apuntes sobre el buen comer y el buen beber.
La primera de estas cartas está fechada el 31 de marzo de 1876 en Medina Sidonia, y hasta 1882, la mayoría de la correspondencia se publicaba en la revista La Ilustración Española y Americana. Posteriormente y a petición de varios lectores, las cartas fueron reunidas y publicadas en La mesa moderna.

## Contenido
Las cartas comprendidas en el libro son:
- I. Jigote de lengua, por el Dr. Thebussem.
- II. Lengua escarlata, por el Cocinero de S. M.
- III. Segunda ración de jigote de lengua, por el Dr. Thebussem.
- IV. Yantares y conduchos de los Reyes de España, por el Dr. Thebussem.
- V. La Mesa libre en el Estado libre, por el Cocinero de S. M.
- VI. Chocolate de á peseta, por el Dr. Thebussem.
- VII. Más sobre la Mesa libre en el Estado libre, por el Cocinero de S. M.
- VIII. Agonía y muerte de los yantares, por el Dr. Thebussem.
- IX. Últimas palabras de un cocinero, por el Cocinero de S. M.
- X. Pan de munición, por el Dr. Thebussem.
- XI. Sartén y pluma, por el Dr. Thebussem.
- XII. De Re Coquinaria, por el Cocinero de S. M.
- Apéndice:
  - XIII. El Cerdo, por el Cocinero de S. M.
  - XIV. Los Alfajores de Medina Sidonia, por el Dr. Thebussem.
  - XV. Los Brindis de la mesa moderna, por el Cocinero de S. M.